# Faith Domergue

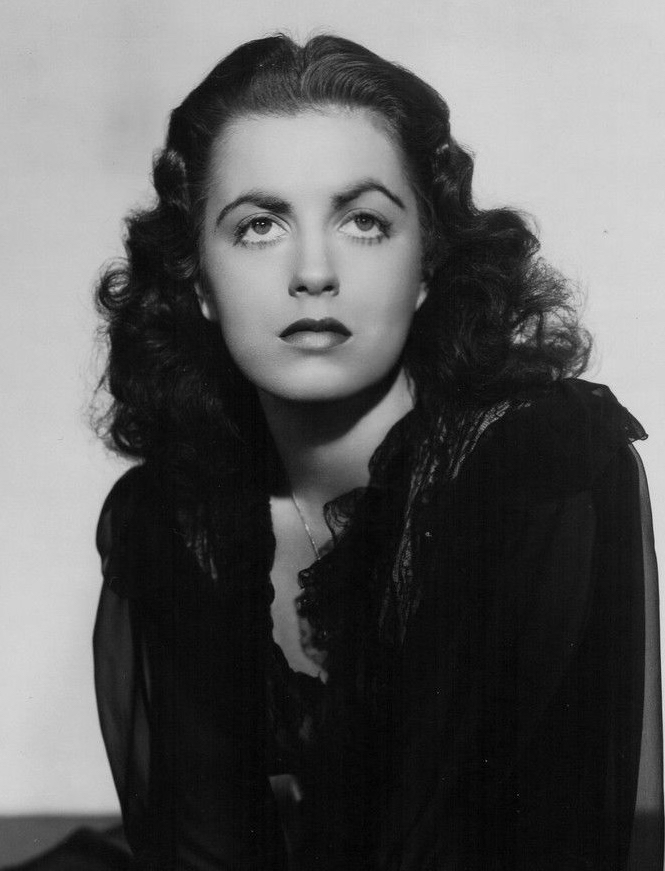
Faith Domergue, 1946

Faith Marie Domergue (* 16. Juni 1924 in New Orleans, Louisiana; † 4. April 1999 in Santa Barbara, Kalifornien) war eine US-amerikanische Schauspielerin.

## Leben
Domergue wurde als Säugling adoptiert und lernte ihre leiblichen Eltern nie kennen. Im Alter von vier Jahren zog sie mit ihrer Familie nach Kalifornien. Noch während ihrer Schulausbildung erhielt sie einen Filmvertrag bei Warner Bros. und spielte eine kleine Rolle im Film noir Blues in the Night mit Priscilla Lane. 1942 schloss sie die High School ab und lernte auf einer Party Howard Hughes kennen, mit dem sie daraufhin über mehrere Jahre ein Verhältnis unterhielt. Er kaufte sie aus ihrem Vertrag bei Warner heraus, ließ sie als Schauspielerin ausbilden und vermittelte ihr einen neuen Filmvertrag mit RKO Pictures. Im 2004 entstandenen Spielfilm Aviator über Howard Hughes wurde sie von der Schauspielerin Kelli Garner dargestellt.
Domergue erhielt bei RKO die Hauptrolle in Vendetta, der ab 1946 produziert wurde. Nachdem mit Max Ophüls und Preston Sturges die ersten Regisseure entlassen wurden, verzögerte sich die Veröffentlichung um mehrere Jahre, insgesamt waren fünf Regisseure beteiligt. Als der fertige Film schließlich kommerziell erfolglos blieb, verließ Domergue RKO. 1946 war sie kurz mit dem Bandleader Teddy Stauffer verheiratet, ließ sich jedoch zugunsten einer zweiten Ehe mit dem Regisseur Hugo Fregonese scheiden. In den 1950er Jahren spielte sie die weiblichen Hauptrollen in mehreren, als B-Movie eingeordnenden Spielfilmen wie Das Grauen aus der Tiefe  und Metaluna IV antwortet nicht. 1955 wurde ihre zweite Ehe geschieden, woraufhin sie nach England zog und dort drei Spielfilme drehte. Ab Ende der 1950er Jahre spielte sie verstärkt in Fernsehproduktionen und hatte Gastrollen in Fernsehserien wie Bonanza, Perry Mason und 77 Sunset Strip. 1966 heiratete sie den Italiener Paolo Cossa, mit dem sie später nach Italien zog. Dort spielte sie unter anderem in L'amore breve neben Joan Collins und Mathieu Carrière sowie in Lucio Fulcis Nackt über Leichen.
Nach dem Tod ihres dritten Mannes 1991 zog sie zurück nach Kalifornien, wo sie 1999 an einer Krebserkrankung verstarb. Aus ihrer zweiten Ehe hatte sie einen Sohn und eine Tochter.

## Filmografie
- 1941: Blues in the Night
- 1946: Young Widow
- 1949: Dämon Geld (Apenas un delincuente)
- 1950: Where Danger Lives
- 1950: Vendetta
- 1952: Schüsse in New Mexico (The Duel at Silver Creek)
- 1953: Der große Aufstand (The Great Sioux Uprising)
- 1953: The Revlon Mirror Theater (Fernsehserie, eine Folge)
- 1953–1954: Lux Video Theatre (Fernsehserie, zwei Folgen)
- 1954: Fireside Theatre (Fernsehserie, zwei Folgen)
- 1954: General Electric Theater (Fernsehserie, eine Folge)
- 1954: This Is My Love
- 1954: The Ford Television Theatre (Fernsehserie, eine Folge)
- 1954, 1958: Schlitz Playhouse of Stars (Fernsehserie, zwei Folgen)
- 1955: Die Mestizin von Santa Fe (Santa Fe Passage)
- 1955: Cult of the Cobra
- 1955: Das Grauen aus der Tiefe (It Came from Beneath the Sea)
- 1955: Metaluna IV antwortet nicht (This Island Earth)
- 1955: Sieben Sekunden zu spät (Time Slip)
- 1955: Celebrity Playhouse (Fernsehserie, eine Folge)
- 1956: Soho Incident
- 1956: The Count of Monte Cristo (Fernsehserie, eine Folge)
- 1957: Overseas Press Club – Exclusive! (Fernsehserie, eine Folge)
- 1957: Der Mann im Schatten (Man in the Shadow)
- 1958: Himmel in Flammen (Il cielo brucia)
- 1958: Patrouille westwärts (Escort West)
- 1959: Sugarfoot (Fernsehserie, eine Folge)
- 1959: State Trooper (Fernsehserie, zwei Folgen)
- 1959: Cheyenne (Fernsehserie, eine Folge)
- 1959: New Orleans, Bourbon Street (Bourbon Street Beat, Fernsehserie, eine Folge)
- 1959, 1961: Hawaiian Eye (Fernsehserie, zwei Folgen)
- 1960: Colt .45 (Fernsehserie, eine Folge)
- 1960: Bronco (Fernsehserie, eine Folge)
- 1960: Ein Fall für Michael Shayne (Michael Shayne) (Fernsehserie, eine Folge)
- 1961: 77 Sunset Strip (Fernsehserie, eine Folge)
- 1961: The Tall Man (Fernsehserie, eine Folge)
- 1961: Wells Fargo (Fernsehserie, eine Folge)
- 1961: Anwalt der Gerechtigkeit (Lock Up) (Fernsehserie, eine Folge)
- 1961, 1963: Perry Mason (Fernsehserie, zwei Folgen)
- 1961, 1964: Bonanza (Fernsehserie, zwei Folgen)
- 1962–1963: Have Gun – Will Travel (Fernsehserie, zwei Folgen)
- 1963: Kalifornische Rache (California)
- 1965: Voyage to the Prehistoric Planet (eigentlich Planet der Stürme)
- 1966: Combat! (Fernsehserie, eine Folge)
- 1967: Track of Thunder
- 1968: Garrison’s Gorillas (Fernsehserie, eine Folge)
- 1969: Nackt über Leichen (Una sull'altra)
- 1969: L’amore breve
- 1970: The Gamblers
- 1971: Blutige Verschwörung (Blood Legacy)
- 1971: L’uomo dagli occhi di ghiaccio
- 1974: So Evil, My Sister
- 1974: Beschwörung (The House of Seven Corpses)
- 1976: Amore grande, amore libero